# Плачущая кукушка
Плачущая кукушка, или серогрудая щетинистая кукушка (лат. Cacomantis merulinus), — вид птиц из рода щетинистых кукушек семейства кукушковых (Cuculidae). Распространены в Азии, от Индии, Непала и Китая до Индонезии.

## Описание

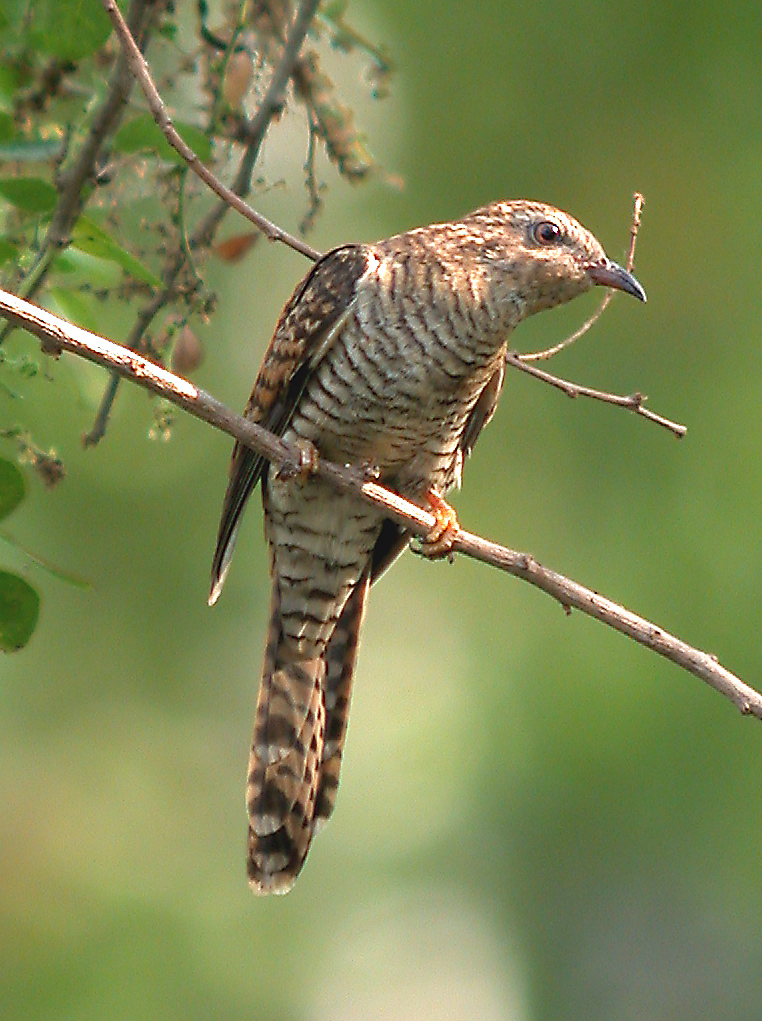
Самка Cacomantis merulinus

Размер птицы — 18—23,5 см, масса — 19,5—32 г. Взрослый самец номинативного вида имеет бледно-серую голову, остальная верхняя часть тела и крылья темно-серые и слегка блестящие. Крылья с рыжими оттенками, от подбородка до верхней части груди серый, остальная нижняя часть тела рыжевато-бурая. Хвост темно-серый с белыми кончиками. Цвет радужной оболочки разнится от коричневого до красного с серым кольцом вокруг. Клюв чёрный, иногда с желтоватой или оранжевой нижней челюстью. Ноги от бледно-желтых до желто-оливковых.
Самка похожа на самца, но брюшко со светлыми полосами, а рулевые перья более полосатые. Также встречается рыжая морфа, у неё темно-рыжее горло, грудь и кроющие с тёмными полосами, остальная нижняя часть тела тёмная с полосами.
Птенцы имеют различную окраску, некоторые тёмно-серые, с беловатой полосой на брюхе, другие рыжие с тёмно-коричневыми полосами, спина и крылья с рыжими и темно-коричневыми полосами. Хвост чёрный с белыми полосами и иногда с рыжим краем, нижняя часть тела темно-полосатая.

## Биология
Населяет открытые леса, вторичные леса, низменные тропические леса, пресноводные и торфяные леса, мангровые, тиковые и каучуковые леса, а также плантации альбиции, леса керанги, кустарники, заросли, сады и возделываемые территории, в том числе в городах и деревнях, также травянистые равнины и болота. Низменности до около 3000 м (в Китае), но обычно ниже 2000 м в Бутане, 1850 м в Южной Азии, 1000 м в Ассаме, на Филиппинах и Суматре, и 1220 м на Борнео.
Ведёт оседлый образ жизни, сезонно мигрирует. В Непале — нечастый гость или залётный, с конца апреля по август. В Юньнане (Южный Китай) присутствует с февраля по октябрь, и, по-видимому, является только летним гостем в остальной части китайского ареала, хотя, по сообщениям, обитает на Хайнане. Предполагается, что частично обитает на северо-востоке Индии и в Бутане (хотя в последней стране нет записей с сентября по январь включительно), с некоторыми локальными перемещениями и зимовкой на большей части восточной половины Индийского субконтинента, особенно в северо-восточном Деккане. Многие экземпляры с Явы отличаются от местного постоянно живущего подвида lanceolatus, но совпадают с подвидом querulus, что указывает на миграцию во время негнездового сезона.

## Поведение

### Песня
Плачущая кукушка много поёт в период размножения (иногда поёт ночью), но может быть относительно тихой в другое время года. На Больших Зондских островах и в Китае издает восходящее «пи-пипи-пи … пипи-пи» с вариациями, становящимися все более высокими с каждым повторением, или иногда короткое «ви-пиху». На Сулавеси песня звучит как «ти-те-ви» или «пи-ту-пет», причем вторая нота ниже, а последняя выше, снова становясь выше с каждым повторением, а также слышится нисходящее, трелевое и каденсовое «ти-ти-ти-ти-тита-тита-тита-ти». На Филиппинах в песне слышно постепенно восходящее «пит-ту-пит … пит-ту-пит», повторяемое четыре или более раз.

### Питание
В рацион входят насекомые, в основном волосатые (Saturniidae) и безволосые (Notodontidae) гусеницы, жуки, клопы, солдаты термитов, другие мягкотелые насекомые, а также фрукты. Плачущая кукушка активно кормится в лиственном покрове.

### Размножение
Размножается с мая по июнь на Калимантане, с марта по сентябрь (пик в июле) в Индии, с мая по июль в Мьянме. Птенцы появляются с июня по конец августа, с декабря по январь на полуострове Малакка, с мая по июль и сентябрь на Борнео и с мая по июнь на Филиппинах. Самец ухаживает за самкой и кормит её.
Плачущие кукушки — гнездовые паразиты. Основные хозяева — виды, строящие куполообразные гнезда с узким входом, например: принии, цистиколы, портнихи и нектарницы.
Окраска яиц разнится в зависимости от хозяина гнезда, либо однотонные каштановые, иногда с более темными отметинами на широком конце, либо бледно-голубые с красными, темно-коричневыми и фиолетовыми отметинами, либо розоватые или голубоватые с красно-коричневыми отметинами на тупом конце. Средние размеры яиц — 19,1—19,8 мм × 13,3—13,8 мм.
Плачущая кукушка выбрасывает яйца хозяев гнезда. Мелкие птицы часто нападают на кукушку, чтобы отогнать её от своих гнезд.

## Классификация
Вид был описан Джованни-Антонио Скополи в 1786 году.
Этот вид считается родственным к Cacomantis passerinus, ранее классифицировался как подвид плачущей кукушки, но теперь часто рассматривается как отдельный вид. Предлагаемый подвид subpallidus (Ниас) синонимичен с threnodes, а celebensis (Сулавеси) с номинативным подвидом. В настоящее время признаны четыре подвида.

## Подвиды и распространение
По данным базы Международного союза орнитологов в составе вида cacomantis merulinus выделяют 4 подвида, которые различаются в основном окраской оперения:
- C. m. querulus Heine, 1863. Ассам и Нижняя Бенгалия на восток до Южного Китая (включая Хайнань), и на юг от Мьянмы, Таиланда, Лаоса и Вьетнама до северной полуостровной Малайзии, некоторые особи мигрируют на юг в полуостровную Индию и Южную Азию. Имеет более яркую окраску: коричневый сверху, горло и грудь серые (часто с рыжим оттенком), живот рыжий, у птенца голова полосатая.
- C. m. threnodes Cabanis & Heine, 1863. Полуостровная Малайзия, Суматра (с островами Ниас, Сиберут и Энггано) и Борнео. Окраска слегка бледнее рыжеватые оттенки в нижней части тела, чем querulus. Голова более контрастная с остальной верхней частью тела.
- C. m. lanceolatus (Müller, S, 1843). Ява и Бали. Отличия в окраске: часто бледнее коричневый сверху, серовато-белый снизу, сливающийся с светло-бурым брюшком.
- C. m. merulinus (Scopoli, 1786). Номинативный. Сулавеси и Филиппины.

## Галерея

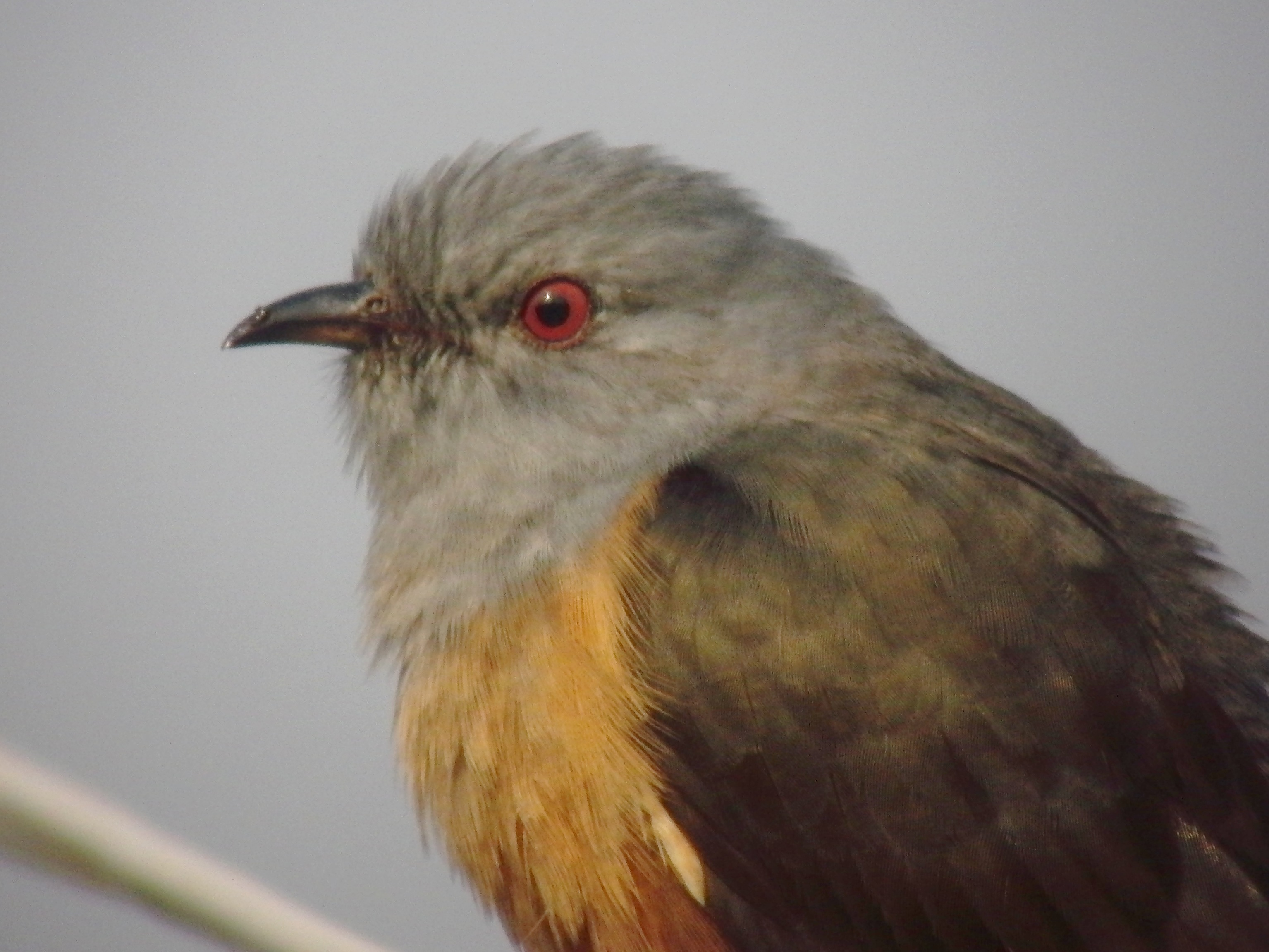
Взрослый самец Cacomantis merulinus
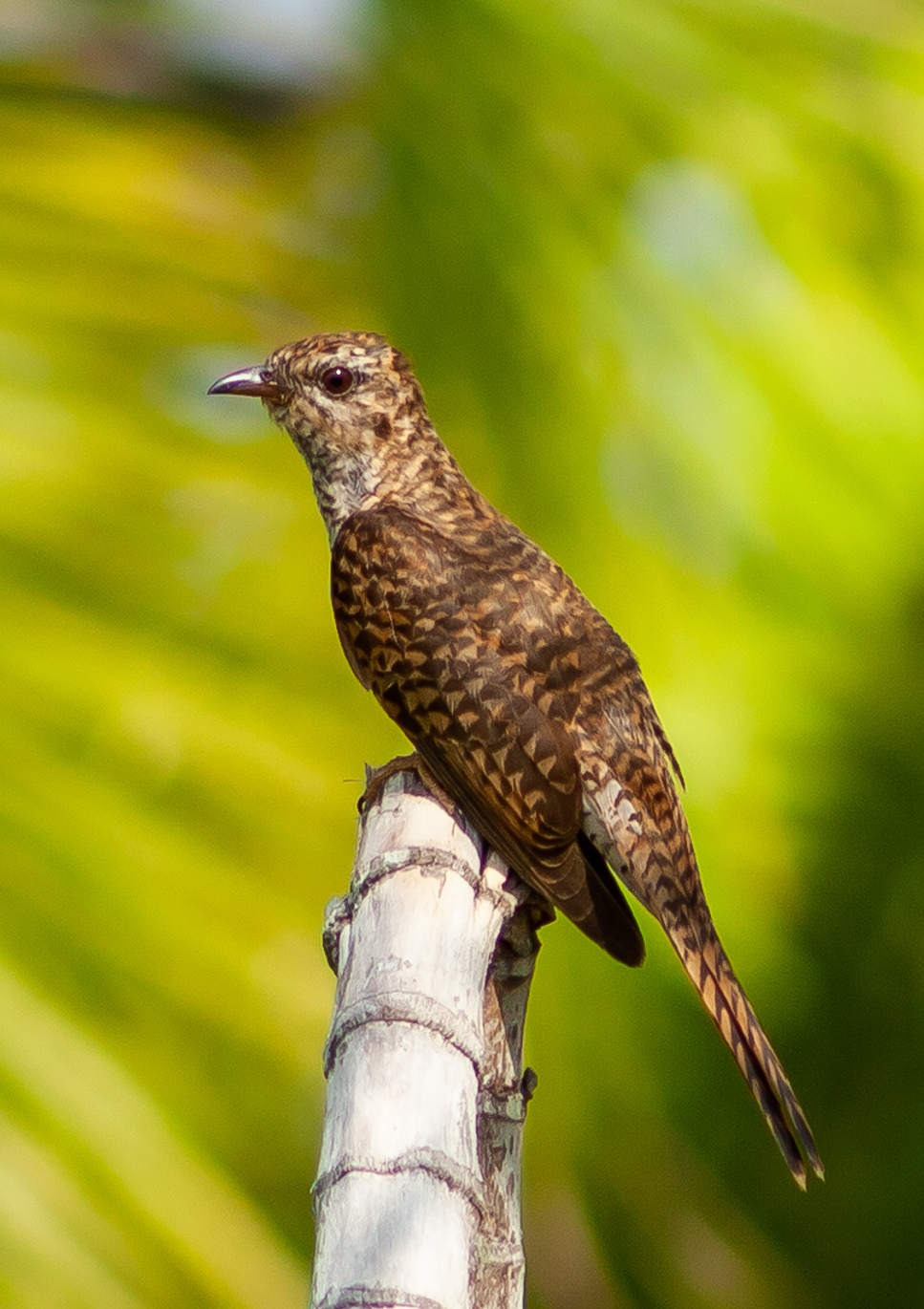
Самка Cacomantis merulinus
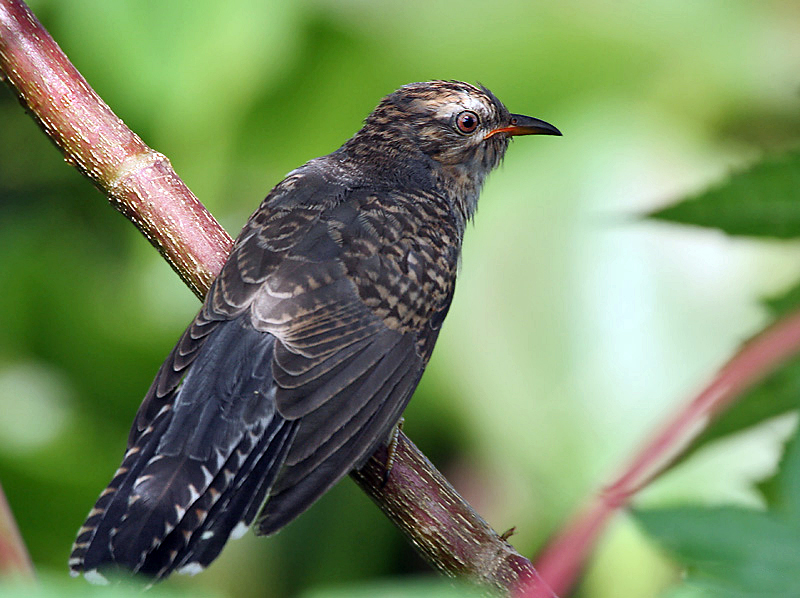
Слёток Cacomantis merulinus